# Clube Atlético Hermann Aichinger
Maillots
Dernière mise à jour : 4 février 2012.
Le Clube Atlético Hermann Aichinger ou Atlético de Ibirama est un club de football brésilien basé dans la ville d'Ibirama, dans l'État de Santa Catarina. Il participe aujourd'hui à la 1re division (série A1) du championnat de Santa Catarina de football. 
Son nom vient du président du club, Hermann Aichinger, qui donna le terrain où se situe son stade, populairement appelé « stade da Baixada ».
Fondé le 20 septembre 1951, le club passe seulement professionnel en 1993. Il fut vice-champion de l'État de Santa Catarina en 2004 et 2005.

## Palmarès
- Vainqueur du championnat de Santa Catarina de 2e division en 1993 et 2001